# Stephen Malinowski
Stephen Anthony Malinowski es un compositor, pianista, ingeniero de software e inventor estadounidense. Nació el 6 de agosto de 1953 en Santa Mónica, California, en los Estados Unidos.
Es conocido, sobre todo, por sus animaciones musicales y su programa de ordenador, la Music Animation Machine, que crea partituras gráficas de piezas de compositores clásicos, como Chopin o Debussy. Ha colaborado con artistas como Vincent Lo, Alexander Peskanov, Björk, y el Cuarteto del Sol. 

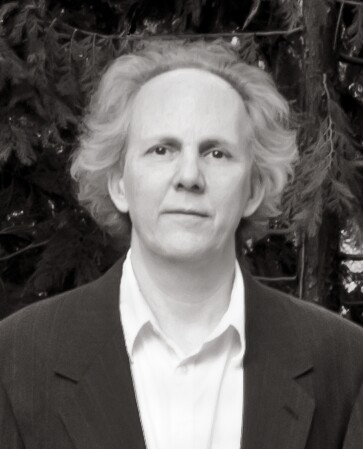
Stephen Malinowski

Malinowski estudió teoría musical y composición con Thea Musgrave, Peter Fricker, Stanley Dale Krebs y David Barton en el Colegio de Estudios Creativos de la Universidad de California, Santa Bárbara. Comenzó sus experimentos con gráficos animados en 1974, después de escuchar a  J. S. Bach. En 1984 comenzó a trabajar como ingeniero de software. La primera versión del programa Music Animation Machine la hizo en 1985. En 1990 Malinowski comenzó a vender videocintas con sus animaciones en ellas.
En 2012, desarrolló una versión de su Music Animation Machine que podía sincronizar sus animaciones con actuaciones en tiempo real, y se estrenó con la orquesta sinfónica de Núremberg realizada por Alexander Shelley el 12 de octubre. También mostró la misma tecnología en una charla TEDx en Zúrich.
Sus animaciones han sido ofrecidas por la cantante Björk, y también se han presentado en la conferencia TEDx en Zúrich, Suiza.
El 25 de octubre de 2012 su canal de YouTube recibió más de 100 millones de visitas.
- Datos: Q16185451